# Xã Washington, Quận Le Sueur, Minnesota
Xã Washington (tiếng Anh: Washington Township) là một xã thuộc quận Le Sueur, tiểu bang Minnesota, Hoa Kỳ. Năm 2010, dân số của xã này là 715 người.